# 06式小銃てき弾

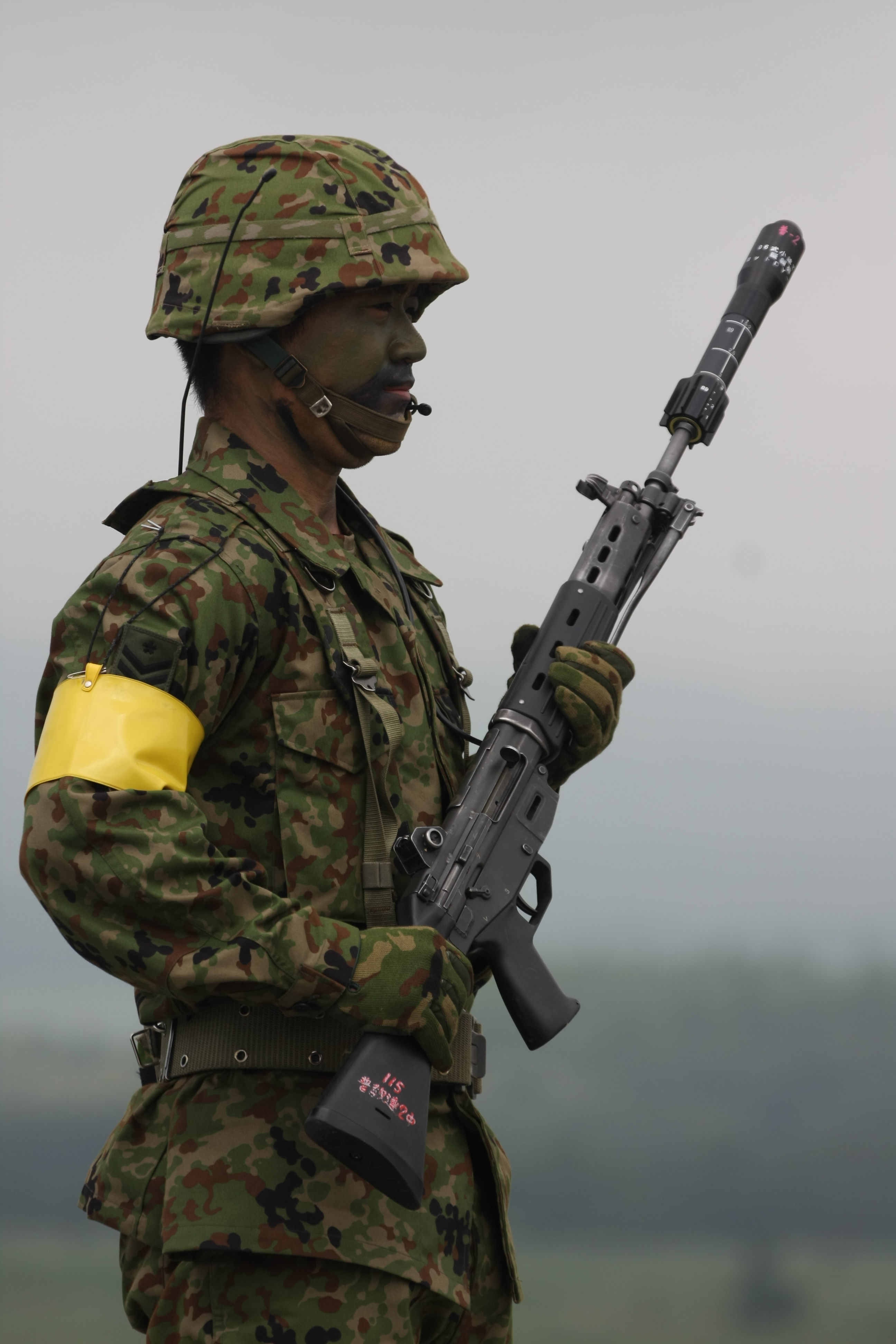
06式小銃てき弾、装着しているのは擬製弾

06式小銃てき弾（まるろくしきしょうじゅうてきだん）は、陸上自衛隊が装備している国産の22mm小銃擲弾（ライフルグレネード）である。製作はダイキン工業。

## 概要
89式5.56mm小銃または64式7.62mm小銃の銃口に装着して用いる小銃擲弾であり、擲弾本体は銃口より突き出して装着される。06式小銃てき弾は専用の薬筒を使用せず、発射される小銃弾（実弾）を用いて投射される。発射方式には弾丸トラップと分離飛翔方式を組み合わせた機構が用いられており、小銃弾の発射により、小銃弾を受けるトラップ部と擲弾本体部分に分離して飛翔し、発射反動を抑える事により命中率を高めている。この方式は、後方（射手の方向）に飛散物を発生させないことも目的としており、射手の安全性の面からも優れている。射撃時の照準には小銃に装着する06式小銃てき弾用照準具I型（64式小銃）、照準具II型（89式小銃）、または、てき弾に装着する簡易照準具を使用する。その他、着発不作動時の自爆機能を有している。
64式向けには、M31対戦車小銃てき弾が使用できたものの、89式に適合する小銃擲弾が無かったために、これに対応するものとして2002年から開発が開始され、2006年に制式化された。フランスのHEAT-APERS-FRAGを事前に取り寄せ、研究も行ってきていたが、射手方向への小片飛散があり、安全性の面から採用に至らなかった。演習用器材として、「06式7.62mm演習小銃てき弾発射薬筒」および「06式5.56mm演習小銃てき弾発射薬筒」も開発されている。
性能諸元などは未公表であるが、その形状と現代における小銃擲弾の趨勢や平成13年度の開発事前事業評価より、小型の成形炸薬弾と、調整破片による対軽装甲および対人兼用の多目的弾頭とされる。事前事業評価では、手榴弾投擲射程と迫撃砲最低射程の間隙を埋める地域制圧火力として構想されており、射程は、M31対戦車小銃てき弾の9割増、フランス製APAV40の8割であるとされており、一部には射程200m以上、最大射程400mと推測されている。なお、89式については、被筒部分に装着するアドオン式グレネードランチャーの開発予定はない。
自衛隊は、かつてM203てき弾発射筒の評価試験を行った上で不採用としている。不採用の理由は公開されていないが、擲弾筒を装着した小銃の照準特性が変化したり、擲弾射手が固定されることを避けるためなどと推測されている。一般部隊での配備は行われていないものの、2007年-2008年にQDSS-NT4 サプレッサーやM4カービンとともに対外有償軍事援助（FMS）でM203A2の導入が行われており、特殊作戦群が使用しているものと思われる。
FA-MAS（ブルパップ方式）を運用するフランス軍など、同様の理由によりアドオン式グレネードランチャーの装備に積極的でない軍はいくつか存在する。

## 登場作品

### 漫画
『怪獣自衛隊』
水道橋付近より上陸した怪獣(幼生)に対して小石川後楽園にて使用。
『学園黙示録 HIGHSCHOOL OF THE DEAD』
原作の漫画版にて、ショッピングセンター屋上に立て籠もる生存者たちの救出活動にあたる自衛官が、「奴ら（ゾンビ）」に対してUH-60JAの機内から発射する。

### 小説
『ゲート 自衛隊 彼の地にて、斯く戦えり』
小説・アニメ版・漫画で異世界（特地）へ派遣された陸上自衛隊の装備の一つ。ゾルザル派軍や怪異に64式小銃や89式小銃に装着して使用する。
『日本国召喚』
外伝2巻に登場。グラメウス大陸への先遣調査に派遣される陸上自衛隊が、魔物対策に持ち込む弾薬のひとつとしてC-2輸送機に積載している。しかし作中で使用される描写はない。
『目指せ！一騎当千　～ぼっち自衛官の異世界奮戦記～』
異世界へ転生した主人公が襲来するワイバーンを撃退するために89式5.56mm小銃と共に使用し、これを撃退する。
『ルーントルーパーズ 自衛隊漂流戦記』
異世界に飛ばされてしまった自衛隊の装備の一つとして登場。襲い来る異世界の兵士たちに、各隊員の小銃から一斉に発射される。